# Ciągnik gąsienicowy G-75R
Ciągnik gąsienicowy G-75R – prototypowy uniwersalny ciągnik gąsienicowy wykonany przez Zakłady Mechaniczne „Gorzów”.

## Historia modelu
Tendencje w rozwoju ogólnoświatowych konstrukcji ciągników gąsienicowych uniemożliwiały uwzględnienie ich w dalszej modernizacji ciągnika typu Mazur. W tym celu rozpoczęto prace nad nowym ciągnikiem gąsienicowym, o nowoczesnych rozwiązaniach konstrukcyjnych, dla potrzeb rolnictwa, budownictwa, melioracji i leśnictwa.
W 1966 roku zostały wykonane 2 prototypy ciągnika gąsienicowego G-75R opracowanego w Dziale Konstrukcyjnym Zakładów Mechanicznych Gorzów przez zespół pod kierownictwem inż. Antoniego Korpieli i mgr. inż. Edmunda Foryckiego. Ciągnik ten został wyposażony w silnik produkcji jugosłowiańskiej JM-036 TA (licencja Perkinsa). Następnie, w związku z planowaniem rozpoczęcia produkcji w WSW Andrychów silników opartych na licencji firmy Leyland, zdecydowano się wprowadzić do ciągnika G-75R silnik Leyland UE-400, którego prototyp został wykonany w III kwartale 1967 roku, a 6 października 1967 r. przekazany do badań w IMER. 17 października 1967 r. na polach Państwowego Gospodarstwa rolnego w Łagowie odbył się pokaz orki prototypu z 4-skibowym zawieszanym pługiem Pahar produkcji ZSRR (od ciągnika DT-75).

## Dane techniczne

### Silnik
- Typ – Leyland UE-400
- Rodzaj – wysokoprężny, czterosuwowy
- Liczba cylindrów – 6
- Pojemność – 6540 cm³
- Średnica cylindrów – 107,19 mm
- Skok tłoka – 120,65 mm
- Stopień sprężania – 16,1
- Moc znamionowa – 97 KM wg DIN 6270 przy 2000 obr./min
- Max. moment obrotowy – 36 kGm
- Jednostkowe zużycie paliwa przy mocy znamionowej – 185 g/kM godz.
- Zużycie oleju – 1 g/kM godz.
- Ciężar silnika – 567 kg

### Wyposażenie elektryczne
- Rozrusznik – 24 V
- Prądnica – 12 V
- Akumulatory – 12 V, 100 Ah – 2 szt.

### Układ przekładniowy i podwozie
- Sprzęgło główne – suche, jednotarczowe typu samochodowego
- Skrzynia biegów – z kołami przesuwnymi 2x3 i 2x1
- Liczba przełożeń w przód/wstecz – 6/2
- Przekładnia główna – stożkowa o zębach prostych
- Przekładnia końcowa – czołowa o zębach prostych i planetarna
- Sterowanie skrzynią biegów – ręczne przy pomocy jednej dźwigni
- Sterowanie ciągnikiem – ręczne przy pomocy sprzęgieł bocznych i hamulców
- Hamulec postojowy – ręczny na bębny hamulcowe sprzęgieł bocznych
- Układ jezdny – gąsienicowy, wózkowy
- Prędkość jazdy max. – 12,58 km/h

### Układy agregowania
- Udźwig nominalny podnośnika hydraulicznego – 2000 kg
- WOM – 540 i 1000 obr./min

### Wymiary ciągnika
- Długość – 4300 mm
- Wysokość – 4300 mm
- Szerokość – 4300 mm